# قانون إلغاء إقليم مرتفعات قرة باغ ذاتي الحكم

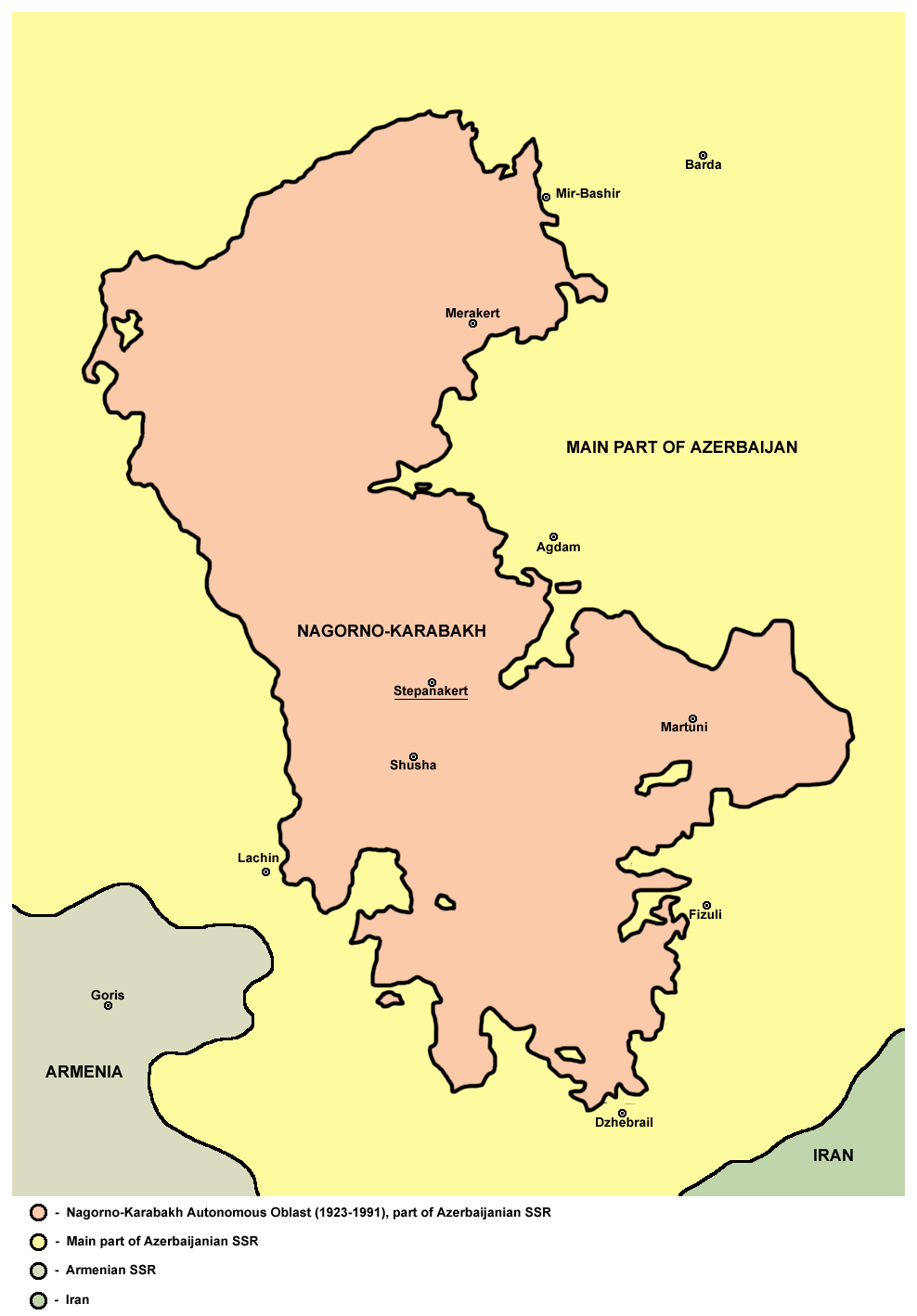

قانون إلغاء إقليم مرتفعات قرة باغ المتمتع بالحكم الذاتي هو القرار رقم 279-XII الصادر عن الجمعية الوطنية لأذربيجان ووقعه الرئيس الأذربيجاني أياز مطلبوف في 26 نوفمبر 1991. كان القانون رداً على تصويت الجمعية الوطنية في مرتفعات قرة باغ لصالح الاتحاد مع أرمينيا في 20 فبراير 1988. تبع التصويت استفتاء في عام 1988 قاطعه السكان الأذربيجانيون في الإقليم. معظمهم صوتوا لصالح الاستقلال. في حين أن هذه الانتخابات والانتخابات أجريت بشكل أساسي بطريقة سلمية نسبيًا، إلا أنه في الأشهر التالية، مع تفكك الاتحاد السوفيتي، نما تدريجياً إلى صراع عنيف بشكل متزايد بين الأرمن والأذربيجانيين. وزعم الجانبان أن التطهير العرقي يجري.  كان إعلان الانفصال عن أذربيجان النتيجة النهائية للنزاع إقليمي.

## التاريخ
تم إنشاء إقليم ناغورنو كاراباخ المتمتع بالحكم الذاتي كإقليم يتمتع بالحكم الذاتي خلال اقتطاع المناطق الجبلية في أذربيجان التي شكلت قرة باغ التاريخية داخل جمهورية أذربيجان الاشتراكية السوفياتية اعتبارًا من 7 يوليو 1923. تم رسم حدودها لتشمل أكبر عدد ممكن من القرى المأهولة بالأرمن واستبعدت أكبر عدد ممكن من القرى الأذربيجانية.[محل شك] في عام 1988، طالب أرمن قرة باغ بنقل قرة باغ إلى جمهورية أرمينيا الاشتراكية السوفياتية. في أعقاب تصعيد النزاع في مرتفعات قرة باغ ، ألغت أذربيجان إقليم ناغورني كاراباخ المتمتع بالحكم الذاتي في 26 نوفمبر 1991 وأعادت ترتيب التقسيم الإداري ووضع المنطقة نظريًا تحت السيطرة المباشرة لأذربيجان.  

## الأحكام
نص القرار رقم 279-XII الذي نوقش في البرلمان الأذربيجاني على أنه في حين أن وجود إقليم مرتفعات قرة باغ المتمتع بالحكم الذاتي الذي تم إنشاؤه في عام 1923 تسبب في توترات بين الشعبين الأذربيجاني والأرمني، وهو ما يتعارض مع المصالح الوطنية لأذربيجان، وخلق قاعدة وظروف لتدمير القوميين الأرمن. كل القيم العرقية والتاريخية والسياسية والاقتصادية والأخلاقية وثروات أذربيجان، اعتبر البرلمان أن إنشاء الإقليم أمر غير شرعي. تساءل النص عن سبب إنشاء إقليم حبيس بأغلبية أرمنية على الأراضي الأذربيجانية بينما لم يتم منح حكم ذاتي ثقافي لنصف مليون أذربيجاني في أرمينيا. ادعى النص أنه تم ترحيلهم بشكل جماعي. وأدان القرار أعمال المسلحين الأرمن في قرة باغ وسياسات الجمهورية الأرمنية التي تنتهك وحدة أراضي أذربيجان. دعا البرلمان إلى حماية سيادة أذربيجان والاندماج الكامل للجزء الجبلي مع بقية منطقة قرة باغ في أذربيجان.
تمت إعادة تسمية مدن ستيباناكيرت ومارداكرت ومارتوني إلى الأسماء الأذرية الخاصة بها. ستيباناكيرت كان اسمه إلى خانكندي ، ماردكرت إلى أغدارا ، منطقة ماردكرت إلى ترتر ، مارتونين إلى خوجاند ، منطقة مارتونين إلى منطقة خوجافاند . منطقة اسكيران ومنطقة هادروت تم إلغائهما. تم دمج مقاطعة هادروت الملغاة في مقاطعة خوجافيند.